# Peter Timofeeff
Jan-Pieter (Peter) Timofeeff (Den Haag, 29 maart 1950) is een voormalig Nederlands meteoroloog, tv-persoonlijkheid en politicus. Hij was vele jaren gemeenteraadslid van de partij Seyst.nu in de gemeente Zeist. Daarnaast zit Timofeeff in het bestuur van Stichting Bijzondere Hulp Voor Leukemie Patiënten. Timofeeff had ook een eigen adviesbureau.

## Biografie
Timofeeff is zoon van een Russische vader en een Nederlandse moeder. Zijn grootvader (1892-1962) was tot 1917 kapitein in de Russische Keizerlijke Garde en na zijn vlucht naar Nederland chauffeur van het Russisch Keizerlijk Gezantschap in Den Haag en kon na de Russische Revolutie niet terugkeren naar zijn geboorteland en was later enige tijd chauffeur van zaakgelastigde Paul Poustochkine. Timofeeffs grootvader zou kozak geweest zijn.
Na het afronden van de avondopleiding HTS weg- en waterbouwkunde vond Peter Timofeeff werk bij het Koninklijk Nederlands Meteorologisch Instituut (KNMI), waar hij werd opgeleid tot meteoroloog. Achtereenvolgens is hij werkzaam als weerman/meteoroloog voor de Nederlandse Omroep Stichting (NOS) en het Weerkanaal. In het Verenigd Koninkrijk heeft Timofeeff voor The Weather Channel weerpresentatoren opgeleid. In 1997 keerde hij terug naar Nederland. Bij RTL 5 presenteerde hij het weer tijdens het bulletin Weer & verkeer.
In 2003 verleende hij als deskundige op het gebied van water, milieu en verkeer zijn medewerking aan een Postbus 51-campagne Nederland leeft met water. Ook verscheen hij in 2000 in een aflevering van het televisieprogramma 'Bij Ron of André'.
In mei 2006 trouwde hij in Las Vegas met Elisabeth Adrians. Zijn jongste dochter uit zijn eerste huwelijk, Sylvia, is een van de geïnterviewden in het boek van Gean Ockels Dit boek gaat niet over mijn vader – ervaringen van dochters van Bekende Nederlanders uit 2014.
Timofeeff was vanaf zomer 2013 tot begin 2014 niet op tv. Hij had een sabbatical ingelast. Sinds november 2013 traint hij de nieuwe weerpresentatoren bij RTL.
Na zijn hersenbloeding van 12 september 2014 maakte Timofeeff op 15 juni 2015 bekend niet meer terug te keren bij het RTL Weer. Op 24 juni 2015 nam hij afscheid als weerpresentator bij de zenders van RTL Nederland.
In juni 2017 was hij te zien in een aflevering van het programma Wie Maakt Het Verschil? van Omroep MAX.

## Privéleven
Zijn zus Eugenie Timofeeff kwam om het leven bij de Vliegtuigramp van Tenerife.
In 2004 werd Timofeeff getroffen door een hersenbloeding. Op 12 september 2014 werd hij hierdoor opnieuw getroffen.

## In de media
Timofeeff werd geregeld gepersifleerd. Wim de Bie deed dat in het Van Kooten en De Bie-televisieprogramma "Keek op de week" (seizoen 1991-92) met het typetje Karel Timofeeff, een parlementaire verslaggever die op weermanachtige wijze het politiek nieuws presenteerde. In de 88e aflevering van Keek op de Week werd de rol door Kees van Kooten vertolkt.